# 커맨드 앤 컨커: 레드 얼럿 3
커맨드 앤 컨커: 레드 얼럿 3 (Command and Conquer: Red Alert 3)는 일렉트로닉 아츠에서 출시한 커맨드 앤 컨커: 레드 얼럿 시리즈의 세 번째 게임이다. 2008년 2월 14일 제작을 공식적으로 발표하였으며, 그 후 유저들을 대상으로 2008년 7월 말부터 2008년 9월 29일까지 공개 베타테스트를 실시하였으며 2008년 10월 28일에 출시하였다. 2008년 3월에 발매된 커맨드 앤 컨커 3: 케인의 분노 (Kane's Wrath)에서는 패키지에 레드 얼럿 3의 베타 대기열 번호가 포함되어 판매되었다. 레드얼럿 3는 소비에트 연방과 연합군 및 새로 추가된 진영인 욱일제국사이에 벌어지는 가상의 제3차 세계 대전을 다루고 있다. 2009년 3월에 확장팩인 커맨드 앤 컨커: 레드 얼럿 3 업라이징이 출시되었다.

## 게임 진행
레드 얼럿 전작들에 이미 해군이 있긴 있지만, 레드 얼럿 3은 전술상 해군의 비중이 전작들보다 훨씬 더 크고, 해상 건설도 가능하게 되었다. 또한 많은 병사, 차량 및 특정 군함은 수륙양용 이동이 가능해 수륙양용 공격 전술이 많이 나올것이다. 자원은 전작처럼 굴착기로 광물 지역을 채취하지 않고 대신 광물 군집 건물에서 수확기가 광물을 추출한다.
모든 대전 지도에는 대형 해안이 주어진다. 그래서 바다를 무시하는 플레이어는 경제적인 이권을 포기한다고 볼 수 있다. 또한 습격과 강습에 초점을 맞춰 커맨드 앤 컨커 3과 그 확장팩처럼 하나의 유닛을 대량 생산하는 전술이 힘들어졌다.
공격 통로가 많아서 정찰을 권장하게 되었다. 바다를 통해 군대를 보낼 것인지 아니면 지상 강습을 선택할 것인지 알 수 있기 때문이다. 그래서 초반에 정찰 동물 및 무인 탐색기가 각 세력마다 주어진다.
제너럴같이 사령관이 특수 능력을 전장에 이용할 수 있다. 제너럴과는 달리 일급 보안무기의 보안 점수는 사령관의 군대의 손상과 혼란이 높을 수록 빨리 획득된다.
보병은 전작과 같이 민간 건물과 엄폐호를 점령하여 내부에서 발포할 수 있다. 그러나 각 세력의 기본 보병 (평화유지군, 징집병, 제국 전사)의 2차 능력 활성시 주둔된 보병을 민간 건물에서 제거할 수 있다. 동맹은 아군이 점령한 건물 및 아군의 엄폐호에 보병을 주둔시킬 수 있다.

## 새로운 유닛

### 연합군
-보병
- 평화유지군: 기본 보병. 산탄총을 쓰고 방탄 방패를 보유하고 있다.
- 군견: 대보병 동물. 주위의 적 보병을 제압할 수 있으며 수영도 할 수 있다.
- 자벨린 발사병: 대장갑 및 대공 보병. 광선 유도형 탄두를 이용해 조준 시간을 늘리지만 연사력을 증폭시키는 능력이 있다.
- 기술자: 건물을 점령하거나 수리할 수 있다. 임시 병원을 세울 수 있다. 수면에서 이동 가능하다.
- 첩보원: 다른 보병으로 변장이 가능하며 적의 건물에 침투하여 작전을 수행하거나 적의 지상 군대를 매수하는 능력을 지니고 있다. 수영할 수 있다.
- 타냐: 코만도 유닛. 쌍권총과 폭발물로 적 유닛과 건물을 한 방에 해치울 수 있다. 자신을 몇 분 전으로 되돌릴 수 있는 타임벨트를 매고 있다. 수영할 수 있다.

-차량
- 이동 건설 차량: 건설장비로 변환하여 건물을 지을 수 있다. 위급 상황시 건설장비에서 차량으로 전환하여 이동할 수 있다. 수륙 양용이 가능하다.
- 프로스펙터: 광물 채취기. 커맨드 허브로 변환하여 주위에 다른 건물을 짓게 할 수 있다. 수륙 양용이 가능하다.
- 가디언 탱크: 주력 전차. 목표 조준기로 아군의 공격력을 증폭시킨다.
- 다중무장 IFV: 다용도 순찰 차량. 로켓으로 무장하고 있으며 탑승자에 따라 무기가 바뀐다.
- 미라지 탱크: 스펙트럼 포로 공격하며 공격이 퍼진다. 정지시 나무로 위장 상태가 된다. 아군을 눈에 띄지 않도록 숨길 수 있다.
- 아테나 캐논: 공성 무기. 위성을 이용하여 목표물에게 광선을 발하도록 지시한다. 또한 방어막을 세울 수 있다.

-해군
- 돌고래: 정찰용 수중 동물. 빠르고 값 싸며 위험한 상태에서 수면 위로 뛰어올라 회피할 수 있다.
- 고속정: 대공 지원 함선. 무기 교란기로 적 유닛의 공격을 무력화시킬 수 있다.
- 항공모함: 연합군의 사령선. 몇 개의 무인 항공기를 배치한다.
- 립타이트 ACV: 수륙 양용 차량. 아군의 보병을 수송하는 능력을 보유하며 해상 전투시 어뢰를 발사한다.
- 돌격 구축함: 수륙 양용 함선. 장막을 작동해 공격 능력을 잠시 희생해 방어력을 증가시키고 공격을 그 함선으로 유도한다.

-공군
- 빈디케이터: 폭격기. 적 지상군에게 폭탄을 떨굴 수 있다. 기지로 재빨리 귀환할 수 있다.
- 아폴로 전투기: 공중 제공권 전투기. 기동력이 뛰어나며 빠른 연사 속도를 지니고 있다. 기지로 재빨리 귀환할 수 있다.
- 크라이오 콥터: 다용도 헬기. 적을 냉각시켜 내구력을 극히 감소시키며 전차 및 차량을 작게 만들 수 있다.
- 센트리 폭격기: 융단 폭격하거나 보병을 투하시킬 수 있다. 대공 능력이 없어 보통 요격기와 함께 이동한다.

### 소련군
-보병
- 징집병: 기본 보병. 3진영 기본 보병 중 가장 싸고 약하다. 화염병으로 건물에 주둔한 보병을 공격할 수 있다.
- 대공 포병: 대공 및 대장갑 유닛. 적 유닛에 근접해서 자기 지뢰를 던질 수 있다.
- 전투불곰: 대보병 정찰병. 연합군의 군견처럼 일격에 보병을 죽일 수 있고 울부짖어서 주위의 적 보병을 무력화시킬 수 있다. 수영할 수 있다.
- 전투 기술자: 건물을 점령하거나 수리할 수 있다. 권총으로 무장하고 있으며 전투 벙커를 건설할 수 있다. 수상으로 이동할 수 있다.
- 테슬라 기계보병: 고급 대지 유닛. 전차에 깔리지 않는다. 전자기장 교란기로 주변의 기계유닛을 무력화시킬 수 있다.
- 나타샤: 코만도. 보병을 일격에 처리한다. 기갑 유닛과 건물 공격에는 공습을 요청한다. 적 차량의 승무원을 제거하여 아군 보병이 차량을 회수할 수 있다.

-차량
- 이동 건설 차량: 건설장비로 전환하여 건물을 건설할 수 있다. 다시 차량으로 전환하여 이동할 수 있다. 연합군 건설 방식과의 차이점은 연합군은 건설 완료 후 배치하는 형태이나 소련군은 배치 후 건설을 시작하는 형태이다.
- 광물 수집기: 자원 채취 차량. 적의 공격을 받을 때 반응 장갑으로 몸을 뒤덮어서 방어력을 증가시킬 수 있다.
- 스푸트닉: 기지 확장 차량. 주위에 다른 건물들을 건설할 수 있게 하는 전초 기지로 변환할 수 있다.
- 시클: 대보병 워커. 3문의 대인 기관총이 달려있고 절벽을 뛰어 오르거나 내려갈 수 있다.
- 테러 드론: 대지 정찰병. 보병을 일격에 해치우고 적 차량에 들어가 기기를 망가트려서 박살낸다. 적 차량을 무력화시키는 정지 광선을 발사할 수 있다.
- 해머 탱크: 주력 전차. 3진영 주력 전차 중 제일 강력하다. 거머리 광선으로 적의 무기를 탈취할 수 있다.
- 아포칼립스 탱크: 고급 대장갑 전차. 2문의 강력한 주포와 높은 체력을 갖고 있다. 자기회복이 가능하다. 대공능력은 사라졌지만 자기력 작살로 적 차량을 끌고 와서 갈아버릴 수 있다.
- V4 로켓 발사기: 공성 병기. 보통의 대구조물 탄두나 산탄 탄두를 발사할 수 있다.
- 불프로그: 보병 수송 차량. 강력한 대공포를 보유하며 보병을 낙하 투하할 수 있다. 수륙양용 능력을 보유하고 있다.
- 테슬라 탱크: 소련군 마지막 미션에만 등장한다. 공격력은 테슬라 타워와 맞먹을 정도로 강력하다. 전자기 오오라를 방출하여 적 차량을 무력화시킬 수 있다.

-해군
- 스팅레이: 대지 타격함. 테슬라 무기로 공격한다. 주위의 수면에 강력한 전기 충격을 줄 수 있다. 수륙양용이 가능하다.
- 아쿨라 잠수함: 고급 대장갑 잠수함. 공격시 수면 위로 올라온다. 초강력 어뢰를 발사할 수 있다.
- 드레드노트: 중포병 함선. V4 로켓을 발사한다. 선함에 손상을 입히는 대신 발사 속도를 향상시킬 수 있다.

-공군
- 트윈블레이드: 대지 공중 수송기. 차량과 보병 공격에 모두 탁월하다. 아군의 보병과 차량을 수송할 수 있다.
- 미그기: 대공 제트기. 연합군의 아폴로보다는 약하지만 범위 공격을 하므로 다전제에서는 미그가 유리하다. 재빨리 기지로 귀환할 수 있다.
- 키로프 비행선: 중폭격기. 전작처럼 이동속도가 매우 느리고 강력한 공격력과 높은 체력을 갖고 있다. 가스 버너를 틀어 선채가 부식되는 대신 이동속도를 증가시킬 수 있다.

### 욱일제국
- 킹오니 로봇 (王鬼): 중무장 기계. 대전차 능력이 뛰어나다. 원거리 공격은 "눈"에서 나오는 입자포로 하고 돌격할 수 있다.
- 메카-텐구 (機械 天狗)/ 제트-텐구: 다용성 기계. 비행 상태에서는 대공 능력을 자랑하며 지상 상태에서는 수륙 양용이며 대인 능력을 지니고 있다.
- 로켓 엔젤: 공중 보병. 군집으로 구성되어 있으면 화력이 높고 채찍으로 기계 유닛을 마비시킬 수 있다.
- 시-윙 (水翼)/스카이-윙 (空翼): 다용성 기계. 수중 상태에서는 대공 탄두를 발사하며 공중 상태에서는 적 (특히 보병)을 견제 하는데 효과적이다.
- 제국 기술자: 별도의 능력은 없지만 빨리 달릴 수 있다. 대신 일정 시간이 끝나면 휴식해야 한다. 그리고 영어를 아는 사람들은 그의 아부가 좀 흥미롭게 보일 것이다.
- 쓰나미 탱크: 기본 차량. 수륙 양용이며 단시간 적의 공격을 무력화 시킬 수 있다.
- 파동포 전차: 공성 병기. 직선에 있는 모든 군대를 훼파하며 비완전 충전 상태에서 발화할 수 있다.
- 제국 전사: 기본 보병. 광선 일본도로 적 보병을 베는 능력이 있다.
- 쇼군 전함: 고급 전함. 6문의 포로 지상 목표를 파괴하며 인접 지역의 함대에 돌격해 파괴할 수 있다.
- 야리 잠수정: 소형 잠수함. 기본적으로 어뢰를 발사하며 적 수중 건물 및 함대에 돌진하는 자폭 능력이 부여됐다.
- 폭파 무선기: 정찰용 무선 기계. 차량에 붙어 이동 속도를 줄이며 폭발하여 피해를 입힌다.
- 탱크 버스터: 대기갑 보병. 집단으로 구성되면 적의 기갑 군대를 비교적 빨리 파쇄하며 습격 능력을 보유하고 있다.
- 쇼군 엑스큐셔너: 초중무장 기계. 3개의 광선검으로 무장되어 있으며 소련군의 전기 공격을 흡수한다. 욱일제국 원정의 3차 임무와 8차 임무에만 사용할 수 있다.
- 위장 수송선: 수륙양용 수송선. 아무 기계 병기로 위장할 수 있다. 다만 적의 정찰 병기에 감지된다.
- 스트라이커/초퍼 VX: 다용성 기계. 메카 텐구와 달리 지상 상태에서는 대공 능력을 보유하며 제트 텐구와 달리 비행 상태에서는 대전차 능력을 보유한다.
- 나기나타 순양함: 대전함 전선. 5회의 어뢰를 투입하여 적의 해상 전선(戰線)을 빨리 파괴할 수 있다.
- 시노비 (忍者): 침입용 보병. 육지와 해안에 이동할 수 있으며 적의 보병을 단숨에 처치한다. 또한 연막탄이 있고 적의 건물을 침투하는 능력을 보유한다.

## 부사령관
레드얼럿 3에는 다른 커맨드 앤 컨커 시리즈와 다르게 부사령관이란 AI와 같이 게임을 진행하며, 부사령관을 이용하여 게임을 좀 더 잘 풀어나갈수 있게 되었다. 이 인공지능 사령관에게 사령관은 기본적 군사 집결 명령을 내릴 수 있으며 원정에는 가끔 특수 명령을 내릴 수 있다.

### 연합군
- 워렌 풀러(Warren Fuller) : 지상 공습에 능한 사령관. 전차 및 보병으로 지상 압박 위주의 전략을 선호한다. 특히 다른 연합군 부사령관과 비교하면 정찰도 빠르게 한다. Randy Couture가 이 역을 맡았다.
- 가일스 프리스(Giles Price) : 공중 우세 사령관. 공중을 점령해 지상 세력을 폭격하는 전략과 공중을 전투기로 지배하는 것을 선호한다. Greg Ellis가 이 역을 맡았다.
- 리세트 핸리(Lissette Hanley) : 비정공법 전술 사령관. 첨단 기술을 배치하는 것을 다른 연합군 사령관보다 좋아하며 모든 전선 (공중, 해안, 지상)에서 공격하는 것을 선호한다. 냉동 직승기를 선호한다. Autumn Reeser가 이 역을 맡았다.

### 소련군
- 올레그(Oleg Vodnik) : 지상 압박을 선호하는 사령관. 주로 전차를 이용하면서 해안도 스팅레이로 우위를 점하려 한다.
- 모스크빈(Nikolai Moskvin) : 특수 병기를 좋아하는 사령관. 테러 드론과 시클이 그의 주요 병기이다.
- 쟈나(Zhana Agonskaya) : 공중 강습 사령관. 공중에서 대지 능력을 보유하는 트윈블레이드를선호한다. 미그 공중 우세 전투기도 생산하는 경향이 있다.

### 욱일제국
- 신조 나가마(Shinzo Nagama) : 황제의 그림자라고 불리는 자. 전차 및 보병으로 우위를 점하려 하는 경향이 있다.
- 켄지 텐자이(Kenji Tenzai) : 경병기를 선호한다. 메카 텐구 및 쵸퍼 VX를 특히 선호한다. 또한 욱일제국의 병기에 대해 잘 안다.
- 나오미(Naomi Shirada) : 쇼군 전함에서 태어난 사령관. 자비라는 것을 모르며 해상 압박 위주로 전략을 구상한다. 초반에는 창 잠수정으로 해상 지배권을 잡으려 할 것이며 후에는 치도 순양함과 수익을 생산한다.

## 스토리
레드 얼럿 3의 전쟁이 시작되기 전에 소련군은 연합군과의 전쟁에서 궁지에 몰려 있었다. 불리한 상황을 타개하기 위해 크루코브 장군과 체르덴코 서기장이 타임머신을 이용하여 아인슈타인을 제거하였다. 그 후 그들은 현대 시간으로 돌아갔으며, 소련군은 연합군을 격퇴시켰으나, 욱일제국이 그들을 갑작스럽게 기습하였다.

### 소련
아인슈타인 제거 후 사령관은 처음에 레닌그라드를 방어한다. 그 후 크라스나 위성을 배치해 제국군을 격파한다. 블라디보스톡에서 왕궁 철거 후 제국군을 러시아에서 몰아낸다. 그 후 소련군은 병기들을 연합군에 맞서는 전선으로 보낸다. 체르덴코 서기장은 암살을 조작하여 사령관에게 크루코브 장군을 제거하게 하였다. 그 후 젤린스키 과학자가 사령관에게 이 전쟁이 소련의 시공간 조작에 의한 것이라고 하였고, 체르덴코 서기장은 사령관을 제거하려 하였다. 그러나 사령관은 그의 화산 요새를 파괴하고 연합군을 격파한다. 그 후 사령관은 소련 국가의 지도자가 된다.

### 연합군
빙햄 원수가 사령관을 사관 학교에서 소환 후 사령관에게 소련군의 영국 침공을 격파하라 한다. 그 후 사령관은 포로가 된 연합군의 지도자들을 해방시킨다. 그 후 사령관은 유럽을 해방시키며, 제국군을 후에 상대한다. 연합군은 결국 소련군과 동맹을 맺게 되는데, 액커맨 대통령은 동맹 결성을 반대한다. 그래서 액커맨 대통령은 러시모어 산에 대량 학살 무기를 배치하며, 사령관은 동맹을 유지하기 위해 대통령을 제거한다. 반어적으로 대통령의 의심이 도쿄 침공 때 소련군이 배신하면서 현실화되었다. 그 후 사령관은 일본과 러시아를 점령하며, 부통령이 자리를 잡을 때 일본과 소련이 자본주의를 행복하게 받아들일 것이라 하였다.

### 욱일제국
시작 때 제국이 강습을 행하는 동영상이 나온다. 천황은 문화적 유물을 파괴하여 적 시민들의 사기를 줄이려는 전략을 선호하였고, 타츠 황태자는 천황과는 달리 유물보다는 군사적 요충지를 공격하려 하였다. 원정 3차 임무 때 황태자는 사령관에게 막부 처형자를 선보였고, 그 후 러시아의 군대를 파쇄하듯 하였다. 소련군과 연합군 연맹이 일본을 공격하려 하자 천황은 사령관에게 섬 요새로 적을 격퇴하라 하였고 진주만을 방어하라 하였다. 그러나 젤린스키 과학자가 액커맨 대통령 (제국군 원정에는 일본의 밀첩으로 나옴)에게 소련군의 시공간 조작이 아니었으면 제국이 존재하지 않을 것이라 하였고, 천황은 그것에 분노해 밀첩을 고장냈다. 그 후 천황은 통솔권을 황태자에게 물려주고, 황태자는 사령관에게 소련군과 연합군을 격파하라 하였다. 결국 타임머신은 파괴되었고, 연합군도 격파당했다. 끝에는 제국이 천하를 평정하게 되고 천황은 사령관에게 최고 정이대장군의 직위를 하사하였다.

## 등장인물

### 소련
- 체르덴코 서기장 : 야심적인 군인이자 소련의 결정이라면 무조건 따르는 신봉자. 한때 크루코프 장군을 보좌하는 대령이었으나 시간을 바꾸면서 소련 서기장이 된다.
- 크루코프 장군 : 성급하고 잔인한 크루코프는 역사에서 아인슈타인 박사를 지움으로써 소련을 구하며 확고한 지위를 다진다. 서기장이 된 그의 수하 체르덴코를 찾기 위해 돌아가지만 그 여정 끝에는 예상하지 못한 결과가 기다리고 있었다.
- 그레고르 젤린스키 박사 : 시간 여행 기술을 개발할 정도로 똑똑하지만 정치는 아무것도 모르는 소련 과학자. 과거를 바꿨다는 것 때문에 개인적, 감정적으로 혹독한 대가를 치른 젤린스키 박사는 소련에 대한 자기 충성심에 회의를 가진다.
- 나타샤 : 소련 최고의 킬러. 앞길을 방해하는 것은 무엇이든 죽이는 것에 자부심을 느끼며 언제나 무자비하게 모든 일을 처리한다.
- 통신장교 다샤 페도로비치 : 아름다우면서도 차가운 다샤는 소련 군사작전 전반에 있어 통신과 정보의 중추 역할을 하고 있다.

### 연합군
- 로버트 빙햄 야전 사령관 : 유럽 지역 연합군의 최고 사령관인 빙햄은 완고한 영국인으로 인생 여로 전체가 전쟁 위협을 받지 않았다면 개를 돌보고 장미 정원을 가꿨을 인물이다. 이성적이며 냉정한 위트를 갖추었다.
- 하워드 T. 액커맨 대통령 : 반공주의를 토대로 정치 기반을 닦은 아이오와 시골 출신 대통령. 액커맨이 믿는 것은 미국, 어머니, 사과 파이(순서대로)이며 자신의 결정과 다른 것은 받아들이지 않는다.
- 특수요원 타냐 : 연합군 최정예 코만도 중 한 명인 타냐는 구릿빛 몸매에 화끈하며 철저하게 치명적이다. 불가능한 임무 같아 보일 때, 연합군은 타냐를 파견한다. 타냐의 등장은 곧 최고의 부수적 피해와 더불어 성공을 보장한다.
- 통신장교 에바 멕케나 : 사랑스럽지만 자유분방한 연합군 정보 장교. 빙햄 사령관에게 없어서는 안될 인물로서 장군과 사령관들 사이에서 중요 정보를 전달하는 통로이다.

### 욱일제국
- 요시로 천황 : 스스로를 신의 자손이라고 믿는 일본 황족의 마지막 천황. 조용하고 현명한 요시로는 무사도에 따라 세계를 개화하는 자신의 운명을 따르고 있다.
- 타츠 황태자 : 서양식 교육을 받은 요시로의 아들로서 아버지보다 성미가 급하며 과학적이다. 타츠의 뛰어난 머리가 이끄는 근대화된 일본군과 필적할만한 것은 세상 어디에도 없다.
- 통신장교 스기 토야마 : 명랑 쾌활한 스기는 제국을 대표해 미션 정보를 전달하는 것을 영광으로 생각한다.

## 개발

### 베타 실험
베타키는 케인의 분노를 사면 EA 사이트에서 케인의 분노 인증 암호를 입력하면 부여되었다. FilePlanet은 회원한테 베타키를 제공하였으나 24시간 안에 베타키가 고갈되었다고 보고되었다. 베타는 9월 29일에 종료되었다.

## 논란

### SecuROM을 이용한 DRM 논란
EA가 만든 Spore가 침해를 많이 받은 후 EA가 SecuROM이라는 DRM(디지털 저작권 기술)복사 방지 수단을 후에 발매하는 게임에 추가하였다. SecuROM은 게임이 제거되어도 제거가 되지 않았으며, 특정 부분이 악성코드와 비슷하게 되어 있어 소비자들의 원망을 샀다. 그래서 레드 얼럿 3에는 EA가 설치 제한수를 5번으로 증가하였고, 또한 DVD도 필요하지 않게 하였지만 소비자들은 게임을 원가에 빌리는 것이라고 불평을 하였다.
2008년 12월 5일자로 나온 1.05 패치에선, 게임을 설치했던 PC에, 사용자 스스로 설치정보를 삭제할 수 있는 기능이 추가되었다.
(이것으로 사용자 스스로 설치 제한수를 관리할 수 있게 되었다.)

### LAN 멀티 플레이
EA사에서는 멀티 플레이를 오직 인터넷에만 허용하였기 때문에 소비자들의 불만을 샀다. 그래서 소비자들이 레드얼럿 3 모드를 만들에 LAN에서 멀티플레이를 할 수 있게 하려 했다. 현재 인터넷에는 이런 모드가 분포되어 있다.

### 시리얼 번호
처음에 레드 얼럿 3이 나왔을 때, 몇몇 제품에 한해서 프린트상의 실수로, 설치시에 필요한 '시리얼 번호'의 마지막 숫자가 없었다. 이것에 대한 EA의 초기 대응은, 소비자에게 스스로 마지막 숫자를 알아 맞추라고 하였다. 그러나 현재 EA는 그런 일이 일어 났을 때 EA에 연락하면, EA가 새로운 암호를 제공하겠다고 하였다.

## 반응
레드 얼럿 3는 보통 긍정적인 반응을 보였다. 1Up.com에는 이 오락을 A- 평가를 내렸고, Gamespot에는 8/10의 점수를 주었다. 그러나 모든 평가가 긍정적인 것은 아니다. 하나는 스토리가 아주 미완성이라는 편견이 있으며 (예를 들어 욱일제국의 기원을 시원찮게 해설함) 모의전투 및 다인용 전투시 참여자 제한이 보통의 8에서 6으로 줄어들었다는 불평등이 있다.